# کرم شب‌تاب (فیلم ۱۹۱۷)
«کرم شب‌تاب» (انگلیسی: Lucciola (1917 film)) یک فیلم به کارگردانی آگوستو جنینا است که در سال ۱۹۱۷ منتشر شد.